# انسان‌شناسی سایبورگ
انسان‌شناسی سایبورگ (انگلیسی: Cyborg anthropology) رشته‌ای است که در آن رابطه بین انسان و فناوری از زاویه دید انسان‌شناسی مطالعه می‌شود. این رشته نسبتاً جدید است اما بینش‌های جدیدی در رابطه یا پیشرفت‌های جدید فنی و اثر آن‌ها بر فرهنگ و اجتماع عرضه می‌کند.

## تاریخچه
کتاب بیانیه سایبورگ دانا هاراوی اولین متن دانشگاهی پرخواننده بود که پیامدهای جامعه‌شناسانه و انسان‌شناسانه سایبورگ را بررسی می‌کرد. در یک زیر گروه کانونی در همایش سالانه جامعه انسان‌شناسی آمریکا در سال ۱۹۹۲ مقاله‌ای با عنوان انسان‌شناسی سایبورگ به چاپ رسید که به بیانیه سایبورگ هاراوی ارجاع می‌داد. گروه مذکور انسان‌شناسی سایبورگ را اینگونه تعریف کردند که مطالعاتی است که بررسی می‌کند انسان‌ها انسانیت را در رابطه با ماشین‌ها چگونه تعریف می‌کنند و همین‌طور علم وفناوری به مثابه فعالیت‌هایی که فرهنگ را شکل می‌دهند و فرهنگ آنها را شکل می‌دهد. این شامل مطالعه شیوه‌هایی که همه مردم منجمله آن‌هایی که متخصصان علمی نیستند فناوری را مفهوم‌سازی می‌کنند و در مورد صحبت می‌کنند. این زیرگروه به مطالعات علم و فناوری و جامعه مطالعات اجتماعی علوم نزدیک بود. اخیرتر امبر کیس مسئولیت توضیح دادن مفهوم انسان‌شناسی سایبورگ برای عموم مردم را عهده‌دار شده‌است. او اعتقاد دارد که یک جنبه کلیدی از انسان‌شناسی سایبورگ مطالعه شبکه‌های اطلاعات میان انسان‌ها و فناوری است.
بسیاری از دانشگاهیان به توسعه انسان‌شناسی سایبورگ یاری رسانده‌اند و بسیار بیشتر از این تعداد هم هنوز عبارت انسان‌شناسی سایبورگ را نشنیده‌اند اما با این حال تحقیقات آن‌ها ممکن است انسان‌شناسی سایبورگ طبقه‌بندی شود. بویژه تحقیقاتی که اندام‌های مصنوعی پیشرفته و اثرآنها بر زندگی افراد را بررسی می‌کنند. خلاصه مطالعه جامع تداخل انسان‌شناسی آمریکایی و سایبورگ در سال ۲۰۱۴ توسط جاشوا ولز توضیح می‌دهد که چگونه شیوه‌های غنی از اطلاعات مخفی شده در فرهنگ که انسان‌ها از ابزارها استفاده می‌کنند، مفهوم‌سازی می‌کنند و آنها را تصور می‌کنند می‌تواند مفهوم سایبورگ را در طول توالی فرگشت انسانی بسط دهد. در سال ۲۰۰۸ تعداد واقعی افرادی که خودشان را انسان‌شناس سایبورگ معرفی می‌کردند حدود هفت نفر بود. ویکی انسان‌شناسی سایبورگ در تلاش است که رشته را تا حد ممکن برای همه قابل دسترسی کند، حتی برای افرادی که سابقه‌ای در انسان‌شناسی ندارند.

## روش‌شناسی
انسان‌شناسی سایبورگ از روش‌های سنتی تحقیقات انسان شناسانه مانند قوم نگاری، مشاهده مشارکت‌کنندگان همراه با روش‌های آماری، تحقیقات تاریخی و مصاحبه استفاده می‌کند. انسان‌شناسی سایبورگ ماهیتا بین‌رشته‌ای است و شامل جنبه‌هایی از مطالعات علم و فناوری، سایبرنتیک، نظریه فمینیستی و بیشتر از آن می‌شود. تأکید آن بیشتر روی اینست که مردم چگونه از گفتمان پیرامون علم و فناوری برای معنادارساختن علم‌وفناوری در زندگی خود بهره می‌گیرند.

### ریشه‌های سایبورگ و معانی آن
این کلمه اولین بار در در مقاله‌ای پیرامون اکتشافات فضایی ضرب شد و کوتاه شده اورگانسیم سایبری است. سایبورگ به صورت سنتی به مثابه سامانه‌ای تعریف می‌شد که هم اجزای زنده دارد و هم اجزای غیر زنده. محدودترین حالت کلمه انسان‌هایی هستند که بخشی از بدنشان ماشینی شده‌است. این قطعات سایبورکی می‌تواند فناوری‌های احیاگری باشند که به یک عمل بدن کمک می‌کنند که در جایی که نظام‌های زیستی از کار افتاده‌اند به آن‌ها کمک کند مثلاً ضربان ساز، پمپ انسولین و اندام مصنوعی همچنین فناوری‌هایی که بدن انسانی را از حالت طبیعی آن ارتقا می‌دهند. در گسترده‌ترین حالت همه تعاملات انسانی با فناوری می‌تواند شایستگی مفهوم‌سازی به مثابه سایبورگ را داشته باشد. بیشتر انسان شناسان سایبورگ به تفسیر وسیعتر سایبورگ متمایل هستند. بعضی محققان مانند امبر کیس حتی ادعا می‌کنند که انسان‌ها هم‌اکنون تبدیل به سایبورگ شده‌اند زیرا زندگی روزمره انسان و حس خویشتن شدیداً با فناوری درهم‌تنیده شده‌است. بیانیه سایبورگ هاراوی پیشنهاد می‌دهد که فناوری‌هایی مانند آواتارهای مجازی، درونکاشت مصنوعی، جراحی تغییر جنسیت و هوش مصنوعی می‌توانند دوگانه جنسیت(gender) و جنس(sex)را بلاموضوع و حتی ناموجود کند. او تا این حد می‌رود که می‌گوید دیگر ممیزه‌های انسانی (مانند مرگ و زندگی و انسان و ماشین، مجازی واقعی) ممکن است با آغاز سایبورگ از میان بروند.

### انسان‌شناسی دیجیتال در مقابل انسان‌شناسی سایبورگ
انسان‌شناسی دیجیتالی بدنبال اینست که بررسی کند پیشرفت‌های دیجیتالی چگونه شیوه‌ای که انسان‌ها زندگی خود را زندگی می‌کنند را تغییر می‌دهد و همین‌طور پیامدهای آن برای شیوه‌هایی که انسان شناسان انسان‌شناسی را انجام می‌دهند و تا حد کمتری به این موضوع می‌پردازد که فناوری دیجیتال چگونه می‌تواند برای اجرا و بازنمایی تحقیقات استفاده شود. انسان‌شناسی سایبورگ به رشته ژنتیک و نانوفناوری که دقیقاً دیجیتالی نیستند نیز نظر دارد. سایبرنتیک و انفورماتیک پیشرفت‌های سایبورگ را بهتر از برچسب دیجیتال پوشش می‌دهند.

## مفاهیم و تحقیقات کلیدی

### نظریه کنشگر شبکه
سوالات ذهنیت، عاملیت و ساختارها همواره مورد علاقه انسان‌شناسی اجتماعی و انسان‌شناسی فرهنگی بوده‌اند. در انسان‌شناسی سایبورگ سؤال اینکه یک کنشگر/موضوع را چه نوع نظام سایبری بر می‌سازد(constitute)از همه مهمتر می‌شود. آیا یک فناوری بلفعل (مانند اینترنت)، فرهنگ عام فناورانه (سیلیکون ولی)، قوانین حکومتی (بی‌طرفی شبکه)، افراد خلاق مشخص (مثلاً استیو جابز) یا ترکیبی از همه اینها بر روی بشریت اثرگذارند؟ بعضی دانشگاهیان معتقدند که تنها انسان‌ها عاملیت دارند و فناوری موضوعی است که انسان رویش کنش انجام می‌دهد، درحالی که دیگران استدلال می‌کنند که انسان‌ها هیچگونه عاملیتی ندارند و فرهنگ کلا یه واسطه شرایط مادی و فناورانه شکل می‌گیرد. نظریه شبکه کنشگر(ANT) که توسط برونو لاتور پیشنهاد شده‌است، نظریه‌ای است که به محققان کمک می‌کند بفهمند این اجزا چگونه بایکدیگر کار می‌کنند تا پدیده‌های فرهنگی-فناورانه را شکل دهند. لاتور پیشنهاد می‌کند که کنشگران و موضوعاتی که روی آنها کنش می‌کنند بخشی از شبکه بزرگتر تعاملات متقابل و چرخه‌های بازخور است. انسان و فناوری هر دو از عاملیت برای شکل‌دادن دیگری برخوردار هستند. کنشگری شبکه به بهترین وجه نشان می‌دهد که انسان‌شناسی سایبورگ چگونه به رابطه انسان و فناوری می‌پردازد. به‌طور مشابه ولز توضیح می‌دهد که چگونه شیوه‌های جدید بیان سیاسی مثلاً جنبش حزب دزدان دریاییو فلسفه نرم‌افزار آزاد و متن باز از اتکای انسان به فناوری‌های اطلاعات در همه شئون زندگی تولید شده‌اند.

### هوش مصنوعی
محققانی مانند کاتلین ریچاردسون تحقیقات قوم‌نگارانه روی انسان‌هایی که با هوش مصنوعی تعامل دارند و آن را می‌سازند انجام داده‌است. مطالعه رساله دکتری استوارت گیگر از دانشگاه کالیفرنیا برکلی پیشنهاد می‌دهد که روبوت‌ها ممکن است قادر باشند فرهنگی خاص خودشان خلق کنند که محققان می‌توانند با روش‌های قوم‌نگارانه مطالعه کنند. انسان‌شناسان با شک و تردید به گیگر واکنش نشان می‌دهند زیرا از نظر آن‌ها فرهنگ خاص موجودات زنده‌است و قوم‌شناسی محدود مطالعه موضوعات انسانی است.

### فرانسان گرایی
تعریف پایه‌ای انسان‌شناسی مطالعه انسان‌هاست. اما سایبورگ طبق تعریفش چیزی را توصیف می‌کند که کاملاً انسان اورگانیک نیست. علاوه بر این، محدودسازی یک رشته به مطالعه انسان‌ها می‌تواند با امکانی که فناوری به تحول شرایط معمولی زندگی زیستی می‌دهد در تعارض باشد. طرح شرایط فرانسان‌گرایانه ماهیت و ضرورت تمرکز رشته بر مطالعه انسان‌ها را زیر سؤال می‌برد. جامعه‌شناسی فناوری زینب توفیقچی استدلال می‌کند که بیان نمادین خویشتن ما، حتی در غارنگاری‌های باستانی می‌تواند فرانسان‌گرایانه تلقی شود زیرا خارج از بدن‌های فیزیکی ما هستی دارد. از نظر او این بدین معنی است که انسان و فرانسان همواره در کنار یکدیگر وجود داشته‌اند و انسان‌شناسی همواره متوجه انسان‌ها و فرانسان‌ها بوده‌است.